# Abbazia di Waegwan
L'abbazia di San Mauro e San Placido di Waegwan, Corea del Sud, è un monastero benedettino della Congregazione di Sant'Ottilia. È stata fondata nel 1952 dai monaci coreani che erano sopravvissuti alla dissoluzione dell'abbazia di San Benedetto di Tokwon e dell'abbazia della Santa Croce di Yanji. Il monastero è attualmente sede di 131 monaci. L'abate Blasio Park è il superiore della comunità.

## Storia
Con l'ascesa del comunismo in Cina e Corea del Nord, i monasteri della Congregazione dei Missionari Benedettini di Sant'Ottilia di Tokwon e Yanji vennero sciolti. Un certo numero di monaci - tedeschi , coreani e svizzeri - furono internati nei campi di lavoro, alcuni sono stati giustiziati. Ventisei monaci coreani sopravvissuti fuggirono in Corea del Sud. Dopo aver sentito che avevano formato una comunità monastica a Busan, l'arciabate della congregazione Chrysostomus Schmid ordinò a padre Timothy Bitterli, un missionario benedettino svizzero che all'epoca risiedeva nell'abbazia di Newton di trasferirsi in Corea del Sud, al fine di assistere la comunità di monaci coreani.
Bitterli arrivò nel 1952 e incontrò i monaci coreani a Taegu. Poco dopo, la comunità acquistò un immobile a Waegwan, dove un monastero venne completato tre anni dopo. In questo periodo, diversi monaci tedeschi e svizzeri che risiedevano a Tokwon e Yanji, tornarono in Estremo Oriente per continuare il loro apostolato missionario.
Nel 1956, il convento venne elevato a priorato semplice sotto la guida di Bitterli. Il 17 febbraio 1964, il monastero divenne un'abbazia. In quel momento padre Odo Haas è stato eletto primo abate della comunità. Durante il mandato di Haas, furono istituite delle case dipendenti a Busan e Daegu. Nel 1971, ad Haas succedette don Placidus Ri, che divenne così il primo asiatico superiore di un monastero benedettino missionario. Sotto l'abate Placidus fu costruita una nuova chiesa abbaziale nel 1975, e le attività di stampa ed editoria del monastero furono ampliate e modernizzate. Inoltre, l'abate Ri ha supervisionato all'espansione della casa di Seul, che fu ampliata per includere una casa di studio per i chierici, un centro di ritiro e una filiale della casa editrice Waegwan. Nel 1985, i monaci di Waegwan vennero inviati inviati nelle Filippine per aiutare la nascente comunità monastica di Digos.

## Lavoro apostolico
- Stampa: fin dai tempi di Yanji e Tokwon, la stampa è stato un importante mezzo di apostolato dei monaci. Nella fase iniziale, non più di una manciata di titoli veniva stampato ogni anno. Dal 1990, ogni anno sono in fase di stampa una media di cinquanta nuovi titoli e sessanta ristampe. La Casa Editrice Waegwan ha pubblicato opere di poesia da Kim Chi-Ha e Lee Hae In. Lo sforzo è stato anche diretto verso la produzione di libri sui temi della giustizia sociale e dei diritti umani.[3]
- Catechesi: nello spirito dei benedettini missionari, i monaci di Waegwan hanno svolto un ruolo importante nella catechesi. Oltre a produrre rilevanti risorse audio-visive, nel gennaio del 1986, i monaci cominciarono un corso catechetico per corrispondenza. Nel giro di tre anni, il corso era stato completamente informatizzato e più di 104 000 catecumeni e cattolici interessati erano stati arruolati.
- Istruzione: i monaci di Waegwan sono stati coinvolti anche nell'istruzione. Fondata nel 1969, l'istituto teologico Taegu offre un programma completo di due anni per le sorelle e i laici. I monaci devono passare attraverso l'istituto prima di fare la professione. La scuola Sun-Sim di Waegwan, il liceo dal monastero dal 1955 ha quasi duemila alunni,[4] anche se le politiche dell'istruzione del governo sono precipitate con la chiusura di un seminario minore annesso nel 1983.[5]
- Ritiri: tre diverse strutture di ritiro sono dirette dall'abbazia di Waegwan. Una grande casa rifugio presso l'abbazia si serve circa 2300 esercitanti ogni anno. Annualmente una casa rifugio a Busan riceve circa 8000 ospiti. Nella capitale esiste un centro di ritiro aggiuntivo.
- Lavoro sociale: Per aiutare i lavoratori industriali, i monaci hanno fondato una "casa dei lavoratori" nella città industriale di Kumi nel 1974. Qui, i monaci insegnano corsi che vanno dalla preparazione al matrimonio e dalla cultura tradizionale coreana, alla ceramica e alla calligrafia. È prevista anche istruzione sulla dottrina cattolica di giustizia sociale e dei diritti del lavoro. Gli forzi del monastero nei settori della carpenteria e dell'agricoltura impiegano un gran numero di laici.[6]

## Dipendenze
Molti dei monaci dell'Abbazia di Waegwan sono occupati in una serie di fondazioni monastiche dipendenti. Uno di questi, il monastero di San Giuseppe monastero di Namyangju, è stato elevato a priorato semplice nel 1998. Un altro, la comunità "Newton II" presso l'abbazia di Newton, è riuscita a risollevare la popolazione in calo del monastero originale ed è stato elevato a priorato nel 2004.
- Monastero di San Benedetto a Seul, arcidiocesi di Seul: fondato nel 1958; padre Clemens In è superiore di dieci monaci.
- Monastero di San Giuseppe a Namyangju, diocesi di Uijongbu: fondato nel 1987, elevato a priorato semplice nel 1998; padre Francis Yi è superiore di dieci monaci.
- Monastero di San Benedetto a Busan, diocesi di Busan: fondato nel 1967: padre Moses Tjeong è superiore di sei monaci.
- Monastero di San Giovanni Battista a Taegu, arcidiocesi di Daegu: fondato nel 1969; padre Basilio Kim Su-young è superiore di due monaci.
- Villaggio di San Benedetto per gli anziani, Kumnam, arcidiocesi di Daegu: fondato nel 1992; fratel Alexander Kim è superiore di tre monaci.
- Abbazia di San Paolo, Newton II, diocesi di Paterson: fondata come comunità dipendente dell'abbazia di Waegwan nel 2002, è stata elevata a priorato semplice priorato nel 2004; padre Samuel Kim è superiore di 14 monaci.
- Hwasun, arcidiocesi di Gwangju: padre Romualdo Hur Song-Sok è superiore di cinque monaci.

## Personale
Al 18 maggio 2011, 111 professi solenni monaci (46 dei quali sacerdoti) erano membri della comunità monastica a Waegwan. In questo momento, l'abbazia comprendeva anche 17 monaci temporalmente professi, due novizi, un oblato, e dieci postulanti. L'abate è padre Blasio Park Hyun-dong.

## Cronotassi dei superiori
- Timotheus (Franz Xaver) Bitterli (1951 - 1964)
- Odo Haas (1964 - 1971)
- Placidus Ri Tong-ho (1971 - 1985)
- Martin Ri (1985 - 1995)
- Simon Peter Ri Hyong-u (2001 - 2013)
- Blasio Park Hyun-dong, dal 2013

## Statistiche
| Anno | Monaci | Presbiteri |
| ---- | ------ | ---------- |
| 1960 | 62     | 26         |
| 1970 | 92     | 33         |
| 1980 | 93     | 41         |
| 1990 | 108    | 44         |
| 2011 | 131    | 46         |